# 1770-es évek
Évszázadok: 17. század · 18. század · 19. század
Évtizedek: 1720-as évek · 1730-as évek · 1740-es évek · 1750-es évek · 1760-as évek · 1770-es évek · 1780-as évek · 1790-es évek · 1800-as évek · 1810-es évek · 1820-as évek
Évek: 1770 · 1771 · 1772 · 1773 · 1774 · 1775 · 1776 · 1777 · 1778 · 1779

## Események és irányzatok
- Az amerikai függetlenségi nyilatkozat elfogadása.